# Escuís
Escuís, es una marca mexicana de refresco con gas sin cafeína, originario de Tampico, Tamaulipas, México, introducido al mercado en octubre de 1943 (siendo el sabor de manzana el primero disponible), originalmente por la compañía Factor Fleishman. Actualmente es producido por la empresa Coca-Cola FEMSA.
Está disponible en formatos desde 600 ml, 2 y 3 litros. Se haya casi de forma exclusiva en el sur del estado de Tamaulipas.

## Historia
En 1912 con la inauguración de la fábrica de refrescos “La Pureza” (posteriormente conocida como Grupo Tampico), que era propiedad de Leo Fleishman. En 1943 se crea la compañía Factor Fleishman como fabricante independiente de esencias y concentrados de frutas para la elaboración de refrescos, entre ellos Squeeze, que más adelante se conocería por su traducción fonética como Escuís.
Solo está disponible en algunos ciudades de Tamaulipas, San Luis Potosí y Veracruz, México donde tiene presencia Coca-Cola FEMSA.
Después de la fusión de la División de Bebidas del Grupo Tampico con Coca-Cola FEMSA, en 2011, algunos sabores empezaron a ser desplazados por otras bebidas de The Coca-Cola Company.

## Sabores disponibles
- Hierro, introducida en los 80 que sabe parecido al refresco de cola y cerveza de raíz con un toque de vainilla.[5][6][7]
- Mandarina
- Manzana
- Piña
- Tutti frutti
- Fresa
- Tamarindo

## Sabores desaparecidos
- Toronja, se distribuía en envase de 355 ml, de cristal color verde.
- Limón, líquido transparente.[3]
- Uva, distribuido por una época breve (década de 1980), sin gas.
- Durazno, tuvo un breve lapso en el que fue distribuido este sabor.
- Chocolate, distribuido sólo por un breve lapso.
- Naranja.[3]